# Voluntarizmus
A voluntarizmus idealista, főképpen szubjektív idealista filozófiai, pszichológiai és politikai irányzat. Neve a latin voluntas, azaz „akarat” szóból képződött. Lényege az akarat elsődlegességének elve, ami szerint a tudattól független törvényszerűségek, szükségszerűségek nem léteznek vagy azokkal nem kell számolni, mert az erős emberi akarat ezek felett győzedelmeskedhet. 

## Kialakulása, története
Klasszikus képviselője Arthur Schopenhauer volt, de elemei már korábban, Immanuel Kant és Johann Gottlieb Fichte munkásságában is feltűntek. Nagy szerepet játszott Karl Robert Eduard von Hartmann és Friedrich Nietzsche filozófiájában is. Fogalmát Ferdinand Tönnies német filozófus és szociológus dolgozta ki részletesen 1883-ban. A 19. és 20. század fordulóján a pszichológiában is megjelent Wilhelm Wundt munkásságában.

## Hatása
A voluntarizmus gyakran jelentkezik a politikában, mint a társadalmi folyamatok, végső soron a történelem akarati irányíthatóságába vetett hit. Ilyen módon vált a fasizmus ideológiájának egyik eszmei forrásává és alkotórészévé. Oroszországban a narodnyikok ideológiáját jellemezte, akik szerint a magányos hősök szembeszállhattak a társadalom objektív törvényeivel.
A marxizmus, mint materialista világnézet lényegével ellentétes a voluntarizmus. Ennek ellenére a 20. századi kommunista mozgalmak, szocialista irányzatot valló országok vezetőinek tevékenységében, különösen gazdaságpolitikájában a formális tagadás ellenére gyakran felbukkant a voluntarizmus. Szélsőséges példája volt a gazdaságpolitikai voluntarizmusnak a Mao Ce-tung által szorgalmazott – és később súlyos kudarcba, társadalmi tragédiába fulladt – „nagy ugrás” mozgalom.